# Echoes in the Dark
Echoes in the Dark is een nummer van de Belgische singer-songwriter Milow uit 2014. Het is de vierde single van zijn vijfde studioalbum Silver Linings.
"Echoes in the Dark" gaat over een scheiding tussen de liedverteller en zijn geliefde, omdat ze elkaar niet begrepen en niet precies wisten wat ze van elkaar wilden. Het nummer werd een kleine hit in Vlaanderen, waar het de 3e positie bereikte in de Tipparade.

## Tracklijst
- Muziekdownload

1. "Echoes in the Dark" - 3:20